# The Weaker Brother (film, 1912)
Pour les articles homonymes, voir The Weaker Brother.
The Weaker Brother est un film muet américain réalisé par Allan Dwan et sorti en 1912.

## Fiche technique
- Réalisation : Allan Dwan
- Date de sortie : États-Unis : 17 juin 1912

## Distribution
- J. Warren Kerrigan
- Marshall Neilan
- Pauline Bush